# Chargeren (persoon)
Het chargeren (ook wel installeren of inslaan) van een persoon aan een bepaalde takenpakket of functie is het formeel belasten van een persoon met de verantwoordelijkheden behorende bij deze functie. Meestal wordt iemand voor een bepaalde tijd gechargeerd. Wanneer de persoon zijn verantwoordelijkheden voor de bepaalde tijd heeft voltooid, wordt hij of zij gedechargeerd uit zijn of haar functie. Het chargeren zelf is enkel de allerlaatste bevestiging; eventuele sollicitatieprocedures hebben al plaatsgevonden en de juiste persoon voor de taak wordt geacht al te zijn gevonden. Het chargeren gebeurt vaak tijdens een formele bijeenkomst zoals een vergadering.
Binnen verenigingen worden leden in het bestuur of een commissie gechargeerd op een algemene ledenvergadering. Voor het chargeren is er voor aanwezigen op de vergadering de allerlaatste gelegenheid om eventuele bezwaren die zij hebben te uiten. Wanneer die er niet zijn wordt vaak door een klap met de voorzittershamer het lid definitief bezadeld met de verantwoordelijkheden behorende bij zijn nieuwe functie. Zodoende wordt chargeren ook weleens inslaan genoemd.
Bij veel studentenverenigingen komen bepaalde rituelen naar voren tijdens het chargeren van bestuursleden, zoals het schorsen van de vergadering na het chargeren om aanwezigen de gelegenheid te geven om de gechargeerden te feliciteren met hun nieuwe functies.